# Concordance des dates des calendriers républicain et grégorien
Cet article établit la concordance des dates des calendriers républicain et grégorien.

## Historique
Le décret qui donne sa forme définitive au calendrier républicain est publié le 4 frimaire an II (24 novembre 1793),. Il abolit l'« ère vulgaire » pour les usages civils et définit le 22 septembre 1792 comme étant le premier jour de l'« ère des Français », avec comme première année l'an I. Pour les années suivantes, le premier jour de l'année est celui de l'équinoxe vrai au méridien de Paris. Des astronomes étaient chargés de déterminer l'instant du phénomène et quelques jours après un décret fixait ensuite le commencement de l'année.
L'an I ne fut pas utilisé puisque la fondation du calendrier républicain remonte aux premiers jours de l'an II ; aucun acte authentique ne peut porter une date de l'an I, mais on peut en trouver mention dans des documents où le mois grégorien est encore en usage, par exemple : « 9 novembre 1792, an Premier de la République ». L'an XIV, commencé le 1er vendémiaire an XIV (23 septembre 1805) et arrêté le 10 nivôse an XIV (31 décembre 1805) ne dura que trois mois et huit jours (très exactement cent jours).
Dès sa promulgation jusqu'à son abrogation par le sénatus-consulte impérial du 22 fructidor an XIII (9 septembre 1805), et même longtemps après, les conversions de dates entre le nouveau calendrier et l'ancien « vieux style » se sont posées aux professions des notaires, banquiers, agents de change, courtiers de commerce, négociants et employés dans les administrations publiques (état civil notamment) et particulières (registres paroissiaux, etc.).
Pour convertir les dates dans un calendrier ou l'autre, on peut le calculer manuellement ou consulter les tables de correspondance publiées dans de nombreux ouvrages du XIXe siècle (en particulier ceux du Bureau des longitudes), ou utiliser des outils sur Internet voire les formules de conversion pour des tableurs. Certains logiciels de généalogie intègrent un outil de conversion de date.

## Concordance d'un calendrier républicain perpétuel
Les conversions de dates grégoriennes postérieures à l'abrogation du calendrier républicain demandent que l'on ait préalablement statué sur les principes d'un calendrier républicain perpétuel (voir l'article Calendrier républicain pour plus de détails).
Le décret du 4 frimaire an II (24 novembre 1793) de la Convention nationale sur l'ère, le commencement et l'organisation de l'année et sur les noms des jours et des mois du calendrier républicain comporte en effet une contradiction : l'année commence le jour de l'équinoxe d'automne d'après l'article III et l'année sextile est intercalée tous les quatre ans d'après l'article X. Cette erreur ne sera jamais corrigée et sera l'un des arguments utilisés pour le retour au calendrier grégorien.
Cette incohérence ne pose pas de problème sur la période d'utilisation du calendrier républicain. Elle en pose un en revanche pour l'élaboration d'un calendrier républicain perpétuel dont le plus grave défaut est en effet lié à la définition du « début de l'année » fixé au minuit, compté en temps vrai de l'Observatoire de Paris, qui précède l'instant où tombe l'équinoxe d'automne : en toute rigueur, la durée de l'année, fixée par l'observation, n'est plus prévisible.
Il y a ainsi deux options compatibles avec le Système Romme quant à l'évolution future des années sextiles si le calendrier était resté en vigueur :
- une première, celle du projet de réforme préparé par Romme lui-même le 19 floréal an III (8 mai 1795) avec une année sextile tous les quatre ans (la première étant l'an IV), sauf les années séculaires, excepté celles dont le millésime est divisible par 400 sauf celle du quarantième siècle[Note 2] ;
- une seconde qui consiste à privilégier l'article III sur l'article X du décret de la Convention : les années sextiles sont déterminées de façon que le 1er vendémiaire tombe chaque année sur l'équinoxe automnal, comme c’était le cas de l’an I à l’an XIV. C'est l'option retenue par le Bureau des longitudes, fondé par la loi du 25 juin 1795 (7 messidor an III), qui publie chaque année un annuaire indiquant en particulier la concordance des calendriers, dont les dates de début et de fin des deux années républicaines encadrant l'année civile.

Le calendrier républicain est brièvement repris par la Commune de Paris, notamment par son Journal officiel qui privilégie l'article III sur l'article X du décret du 4 frimaire an II.

## Conversion manuelle sur la période de validité du calendrier républicain
On trouve divers ouvrages du XIXe siècle (en particulier ceux du Bureau des longitudes) qui contiennent soit des tables de concordance plus ou moins commodes d'utilisation,,, soit des méthodes manuelles de conversion,,.

### Tableaux de conversion du système Romme initial
Au moyen des tableaux suivants, et à l'aide de quelques remarques faciles, il est possible d'établir manuellement la concordance entre les dates républicaines et grégoriennes pour la période de l'histoire où, dans le respect des articles III et X du décret du 4 frimaire an II (24 novembre 1793) de la Convention nationale, fut appliqué le calendrier républicain, c'est-à-dire de l'an II à l'an XIV (22 septembre 1793 au 31 décembre 1805).
| AN   | Calendrier jusqu'au 31 décembre 1805 | Calendrier jusqu'au 31 décembre 1805 |                         |
| II   | 1793                                 | du 22 septembre au 31 décembre       |                         |
| II   | 94                                   | du 1er janvier au 21 septembre       |                         |
| III  | 1794                                 | 6 jours complémentaires              | 6 jours complémentaires |
| III  | 95                                   | 6 jours complémentaires              | 6 jours complémentaires |
| IV   | 95                                   | du 23 septembre au 31 décembre       |                         |
| IV   | 96                                   |                                      |                         |
| V    | 96                                   | du 22 septembre au 31 décembre       |                         |
| V    | 97                                   |                                      |                         |
| VI   | 97                                   | du 22 septembre au 31 décembre       |                         |
| VI   | 98                                   |                                      |                         |
| VII  | 98                                   | 6 jours complémentaires              | 6 jours complémentaires |
| VII  | 99                                   | 6 jours complémentaires              | 6 jours complémentaires |
| VIII | 99                                   | du 23 septembre au 31 décembre       |                         |
| VIII | 1800                                 |                                      |                         |
| IX   | 1800                                 | du 23 septembre au 31 décembre       |                         |
| IX   | 1801                                 |                                      |                         |
| X    | 1801                                 | du 23 septembre au 31 décembre       |                         |
| X    | 1802                                 |                                      |                         |
| XI   | 1802                                 | 6 jours complémentaires              | 6 jours complémentaires |
| XI   | 1803                                 | 6 jours complémentaires              | 6 jours complémentaires |
| XII  | 1803                                 | du 23 septembre au 31 décembre       |                         |
| XII  | 1804                                 |                                      |                         |
| XIII | 1804                                 | du 23 septembre au 31 décembre       |                         |
| XIII | 1805                                 |                                      |                         |
| XIV  | 1805                                 | du 23 septembre au 31 décembre       |                         |

| Mois républicain | A  | B  | Mois grégorien |
| Vendémiaire      | 21 | 22 | Septembre      |
| Brumaire         | 21 | 22 | Octobre        |
| Frimaire         | 20 | 21 | Novembre       |
| Nivôse           | 20 | 21 | Décembre       |
| Pluvôse          | 19 | 20 | Janvier        |
| Ventôse          | 18 | 19 | Février        |
| Germinal         | 20 | 20 | Mars           |
| Floréal          | 19 | 19 | Avril          |
| Prairial         | 19 | 19 | Mai            |
| Messidor         | 18 | 18 | Juin           |
| Thermidor        | 18 | 18 | Juillet        |
| Fructidor        | 17 | 17 | Août           |
| Complémentaires  | 16 | 16 | Septembre      |

### Conversion d'une date républicaine en date grégorienne
La conversion d'une date républicaine en date grégorienne se réfère aux tableaux de conversion du système Romme initial.
Observations
1. Les années sextiles sont l'an III, l'an VII et l'an XI ;
2. Les indices de la colonne B servent pour l'an IV, l'an VIII et l'an XII (Observ. No 2) ;
3. À partir du 1er mars de l'année 1800, qui ne fut pas bissextile, toutes les dates grégoriennes obtenues au moyen du tableau de concordance Mois républicain ⇔ mois grégorien, doivent être augmentées d'une unité (Observ. No 3).

Applications
(NOTA. — Si le quantième ajouté à l'indice donne une somme supérieure à 30 ou 31, se reporter naturellement au mois grégorien qui suit, y compris dans l'année suivante. Retrancher du résultat le nombre de jours du mois initial corrigé.)
- Quelle est la date grégorienne correspondant au 4 vendémiaire an II ?

Ajoutez le quantième 4 à l'indice 21 de la colonne A. La somme est 25.
Réponse : le 25 septembre 1793.
- 16 vendémiaire an V ?

16 + 21 = 37 (septembre → octobre) (NOTA) ; 37 - 30 = 7.
Réponse : le 7 octobre 1796.
- 6 vendémiaire an IV ?

6 + 22 = 28 (Observ. N° 2). Réponse : le 28 septembre 1795.
- 3e jour complémentaire an VI ?

3 + 16 =19.
Réponse : le 19 septembre 1798.
- 6e jour complémentaire an VII ?

6 + 16 = 22.
Réponse : le 22 septembre 1799.
- 9 thermidor an II ?

9 + 18 = 27.
Réponse : le 27 juillet 1794.
- 27 brumaire an V ? (Bataille du pont d'Arcole)

27 + 21 = 48 (octobre → novembre) (Observ. N° 3) (NOTA) ; 48 - 31 = 17.
Réponse : le 17 novembre 1796.
- 26 prairial an VIII ? (Marengo)

26 + 19 + 1 = 46 (mai → juin) (NOTA) ; 46 - 31 = 15.
Réponse : le 15 juin 1800. (Observ. N° 3).
- 18 brumaire an VIII ? (Coup d'État du 18 Brumaire)

18 + 21 = 39 (octobre → novembre) (Observ. N° 3) (NOTA) ; 39 - 30 = 9.
Réponse : le 9 novembre 1799.

### Conversion d'une date grégorienne en date républicaine
La conversion d'une date grégorienne en date républicaine se réfère aux tableaux de conversion du système Romme initial.
Observations
1. Les années sextiles sont l'an III, l'an VII et l'an XI ;
2. Les indices de la colonne B servent pour l'an IV, l'an VIII et l'an XII (Observ. N° 2) ;
3. À partir du 1er mars de l'année 1800, qui ne fut pas bissextile, retrancher 1 à la date grégorienne dans le calcul de l'indice (Observ. N° 4).

Applications
(NOTA. — Si l'indice retranché du quantième donne un résultat négatif ou nul, se reporter naturellement au mois républicain qui précède, y compris dans l'année précédente. Retrancher le résultat négatif de 30 (nombre de jours du mois républicain).)
- Quelle est la date républicaine correspondant au 25 septembre 1793 ?

AN II (du 21 septembre au 31 décembre 1793) d'après le tableau AN ; correspondance des mois : Vendémiaire → Septembre.
Retrancher l'indice 21 du quantième grégorien. La somme est 4.
Réponse : 4 vendémiaire an II.
- Quelle est la date républicaine correspondant au 2 décembre 1796 ?

AN V (du 22 septembre au 31 décembre 1796) ; Nivôse → Décembre ; 2 - 20 = -18 (Nivôse → Frimaire) (NOTA) ; 30 - 18 = 12.
Réponse : 12 frimaire an V.
- Quelle est la date républicaine correspondant au 19 septembre 1798 ?

AN VI ou VII (6 jours complémentaires) ; Vendémiaire ou Complémentaires → Septembre ; 19 - 21 = -14 ou 19 - 3 = 3 (NOTA).
Réponse : 3e jour complémentaire an VI.
- Quelle est la date républicaine correspondant au 22 septembre 1799 ?

AN VII (6 jours complémentaires) ; Complémentaires → Septembre ; 22 - 16 = 6.
Réponse : 6e jour complémentaire an VII.
- Quelle est la date républicaine correspondant au 29 février 1796 ?

AN IV ; Ventôse → Février ; 29 - 19 = 10 (Observ. N° 4).
Réponse : 10 ventôse an IV
.
- Quelle est la date républicaine correspondant au 2 août 1798 ? (Bataille d'Aboukir (1798))

AN VI ; Fructidor → Août ; 2 - 17 = -15 (Fructidor → Thermidor) (NOTA) ; 30 - 15 = 15.
Réponse : 15 thermidor an VI.
- Quelle est la date républicaine correspondant au 2 décembre 1804 ? (Sacre de Napoléon Ier)

AN XIII (du 23 septembre au 31 décembre 1804) ; Nivôse → Décembre ; 2 - 20 - 1 = -19 (Observ. N° 4) (Nivôse → Frimaire) (NOTA) ; 30 - 19 = 11.
Réponse : 11 frimaire an XIII.
- Quelle est la date républicaine correspondant au 21 octobre 1805 ? (Bataille de Trafalgar)

AN XIV (du 23 septembre au 31 décembre 1805) ; Brumaire → Octobre ; 21 - 21 - 1 = -1 (Observ. N° 4) (Brumaire → Vendémiaire) (NOTA) ; 30 - 1 = 29.
Réponse : 29 vendémiaire an XIV.
- Quelle est la date républicaine correspondant au 2 décembre 1805 ? (Bataille d'Austerlitz)

AN XIV (du 23 septembre au 31 décembre 1805) ; Nivôse → Décembre ; 2 - 20 - 1 = -19 (Observ. N° 4) (Nivôse → Frimaire) (NOTA) ; 30 - 19 = 11.
Réponse : 11 frimaire an XIV.

## Conversion manuelle perpétuelle avec le calendrier républicain extrapolé
Pour les conversions de dates dans un calendrier républicain perpétuel extrapolé après son abrogation, la conversion manuelle ne peut que correspondre au projet de réforme du calendrier préparé par Romme lui-même le 19 floréal an III (8 mai 1795) avec une année d'une durée prévisible, sextile tous les quatre ans (la première étant l'an IV), sauf les années séculaires, exceptées celles dont le millésime est divisible par 400 sauf celle du quarantième siècle.

### Types de calendriers républicains du système Romme corrigé
Il n'existe que deux types de calendriers républicains, celui des années normales de 365 jours et celui des années sextiles de 366 jours.
- Pour ceux des années normales de 365 jours, les uns (ans II, III, etc.) commencent le 22 septembre d'une année grégorienne pour se terminer le 21 septembre de l'année grégorienne normale suivante, les autres (ans X, XI, etc.) le 23 septembre d'une année grégorienne pour se terminer le 22 septembre de l'année grégorienne normale suivante, la succession des jours républicains restant rigoureusement identique dans les deux cas.
- Pour ceux des années sextiles de 366 jours, les uns (ans IV, VIII, etc.) commencent le 22 septembre d'une année grégorienne normale pour se terminer le 21 septembre de l'année grégorienne bissextile suivante, les autres (ans XII, etc.) le 23 septembre d'une année grégorienne normale pour se terminer le 22 septembre de l'année grégorienne bissextile suivante, la succession des jours républicains restant rigoureusement identique dans les deux cas.

Les neuf cycles suivants de la comparaison du calendrier du projet Romme (Art. X) avec celui des équinoxes (Art. III) se déduisent du tableau précédent modulo 400 du fait que :
- Le cycle du calendrier grégorien est de 400 ans, ce qui permet d’affirmer qu’une date donnée, quelle qu’elle soit, se reproduit le même jour de la semaine, même quantième et même mois 400 ans plus tard.
- Le cycle du calendrier républicain est pareillement de 400 années, ce qui permet d’affirmer qu’une date républicaine donnée, quelle qu’elle soit, se reproduit le même jour de la décade (jour complémentaire), même quantième de la décade (des jours complémentaires), et même mois républicain 400 années républicaines plus tard.

### Tableaux de conversion du système Romme corrigé
Ces tableaux se déduisent des tableaux de conversion du système Romme initial en tenant compte des corrections du projet Romme d'une année sextile tous les quatre ans, la première étant l'an IV et non plus l'an III.
| AN   | système Romme perpétuel | système Romme perpétuel        |                         |
| II   | 1793                    | du 22 septembre au 31 décembre |                         |
| II   | 94                      | du 1er janvier au 21 septembre |                         |
| III  | 1794                    | du 22 septembre au 31 décembre |                         |
| III  | 95                      |                                |                         |
| IV   | 1795                    | 6 jours complémentaires        | 6 jours complémentaires |
| IV   | 96                      | 6 jours complémentaires        | 6 jours complémentaires |
| V    | 96                      | du 22 septembre au 31 décembre |                         |
| V    | 97                      |                                |                         |
| VI   | 97                      | du 22 septembre au 31 décembre |                         |
| VI   | 98                      |                                |                         |
| VII  | 98                      | du 22 septembre au 31 décembre |                         |
| VII  | 99                      |                                |                         |
| VIII | 99                      | 6 jours complémentaires        | 6 jours complémentaires |
| VIII | 1800                    | 6 jours complémentaires        | 6 jours complémentaires |
| IX   | 1800                    | du 23 septembre au 31 décembre |                         |
| IX   | 1801                    |                                |                         |
| X    | 1801                    | du 23 septembre au 31 décembre |                         |
| X    | 1802                    |                                |                         |
| XI   | 1802                    | du 23 septembre au 31 décembre |                         |
| XI   | 1803                    |                                |                         |
| XII  | 1803                    | 6 jours complémentaires        | 6 jours complémentaires |
| XII  | 1804                    | 6 jours complémentaires        | 6 jours complémentaires |
| XIII | 1804                    | du 23 septembre au 31 décembre |                         |
| XIII | 1805                    |                                |                         |
| XIV  | 1805                    | du 23 septembre au 31 décembre |                         |

| Mois républicain | A  | B  | Mois grégorien |
| Vendemiaire      | 21 | 22 | Septembre      |
| Brumaire         | 21 | 22 | Octobre        |
| Frimaire         | 20 | 21 | Novembre       |
| Nivôse           | 20 | 21 | Décembre       |
| Pluvôse          | 19 | 20 | Janvier        |
| Ventôse          | 18 | 19 | Février        |
| Germinal         | 20 | 20 | Mars           |
| Floréal          | 19 | 19 | Avril          |
| Prairial         | 19 | 19 | Mai            |
| Messidor         | 18 | 18 | Juin           |
| Thermidor        | 18 | 18 | Juillet        |
| Fructidor        | 17 | 17 | Août           |
| Complémentaires  | 16 | 16 | Septembre      |

### Conversion d'une date républicaine extrapolée en date grégorienne
La conversion d'une date républicaine en date grégorienne se réfère aux tableaux de conversion du système Romme corrigé.
Observations
1. Les années sextiles sont l'an IV, l'an VIII et l'an XII ;
2. Les indices de la colonne B servent pour l'an V, l'an IX et l'an XIII (Observ. N° 2) ;
3. À partir du 1er mars de l'année 1800, qui ne fut pas bissextile, toutes les dates grégoriennes obtenues au moyen du tableau de concordance Mois républicain ⇔ mois grégorien, doivent être augmentées d'une unité (Observ. No 3).

Applications
(NOTA. — Si le quantième ajouté à l'indice donne une somme supérieure à 30 ou 31, se reporter naturellement au mois grégorien qui suit, y compris dans l'année suivante. Retrancher du résultat le nombre de jours du mois initial corrigé.)
- Quelle est la date grégorienne correspondant au 16 floréal an LXXIX ? (décret relatif à la destruction d'une chapelle "expiatoire" de Louis XVI[29])

- Le tableau de la Comparaison sur le 1er cycle de 400 ans du calendrier du projet Romme (Art. X) avec celui des équinoxes (Art. III) indique que l'an LXXIX, comme l'an X, commence le 23 septembre d'une année grégorienne normale pour se terminer le 22 septembre de année grégorienne normale suivante.
- 16 floréal an X ; 16 + 19 + 1 = 36 (avril → mai) (NOTA) ; 36 - 30 = 6.
Réponse : le 16 floréal an X correspond au 6 mai 1802. Par conséquent, le 16 floréal an LXXIX correspond au 6 mai 1871.

### Conversion d'une date grégorienne en date républicaine extrapolée
La conversion d'une date républicaine en date grégorienne se réfère aux tableaux de conversion du système Romme corrigé.
Observations
1. Les années sextiles sont l'an IV, l'an VIII et l'an XII ;
2. Les indices de la colonne B servent pour l'an V, l'an IX et l'an XIII (Observ. N° 2) ;
3. À partir du 1er mars de l'année 1800, qui ne fut pas bissextile, retrancher 1 à la date grégorienne dans le calcul de l'indice (Observ. N° 4).

Applications
(NOTA. — Si l'indice retranché du quantième donne un résultat négatif ou nul, se reporter naturellement au mois républicain qui précède, y compris dans l'année précédente. Retrancher le résultat négatif de 30 (nombre de jours du mois républicain).)
- Quelle est la date républicaine correspondant au 6 mai 1871 ? (décret relatif à la destruction d'une chapelle "expiatoire" de Louis XVI[29])

- Le tableau de la Comparaison sur le 1er cycle de 400 ans du calendrier du projet Romme (Art. X) avec celui des équinoxes (Art. III) indique que le 6 mai de l'année grégorienne normale 1871 est à chercher dans l'année républicaine normale LXXIX du 23 septembre 1870 au 22 septembre 1871.
- Les années républicaines normales IX, X, XI et XIII commencent le 23 septembre d'une année grégorienne pour se terminer le 22 septembre de l'année grégorienne normale suivante.
- AN IX (du 1er janvier au 22 septembre 1801) ; Prairial → Mai ; 6 - 19 - 1 = -14 (Observ. N° 4) (NOTA) (Prairial → Floréal) ; 30 - 14 = 16.
Réponse : le 6 mai 1801 correspond au 16 floréal an IX. Par conséquent, le 6 mai 1871 correspond au 16 floréal an LXXIX.
- Quelle est la date républicaine correspondant au 14 juillet 1989 ? (Bicentenaire de la Révolution)

- Le tableau de la Comparaison sur le 1er cycle de 400 ans du calendrier du projet Romme (Art. X) avec celui des équinoxes (Art. III) indique que le 14 juillet de l'année grégorienne normale 1989 est à chercher dans l'année républicaine normale CXCVII du 23 septembre 1989 au 22 septembre 1989.
- Les années républicaines normales IX, X, XI et XIII commencent le 23 septembre d'une année grégorienne pour se terminer le 22 septembre de l'année grégorienne normale suivante.
- AN IX (du 1er janvier au 22 septembre 1801) ; Thermidor → Juillet ; 14 - 18 - 1 = -5 (Observ. N° 4) (NOTA) (Messidor → Juin) ; 30 - 5 = 25.
Réponse : le 14 juillet 1801 correspond au 25 messidor an IX. Par conséquent, le 14 juillet 1989 correspond au 25 messidor an CXCVII.
- Quelle est la date républicaine correspondant au 28 septembre 1994 ? (Bicentenaire de l'École polytechnique)

- Le tableau de la Comparaison sur le 1er cycle de 400 ans du calendrier du projet Romme (Art. X) avec celui des équinoxes (Art. III) indique que le 28 septembre de l'année grégorienne normale 1994 est à chercher dans l'année républicaine normale CCIII du 22 septembre 1994 au 21 septembre 1994.
- Les années républicaines normales III, V, VI et VII commencent le 22 septembre d'une année grégorienne pour se terminer le 21 septembre de l'année grégorienne normale suivante.
- AN III (du 1er janvier au 31 décembre 1794) ; Vendémiaire → Septembre ; 28 - 21 = 7.
Réponse : le 28 septembre 1794 correspond au 7 vendémiaire an III. Par conséquent, le 28 septembre 1994 correspond au 7 vendémiaire CCIII.
- Quelle est la date républicaine correspondant au 1er janvier 2000 ?

- Le tableau de la Comparaison sur le 1er cycle de 400 ans du calendrier du projet Romme (Art. X) avec celui des équinoxes (Art. III) indique que le 1er janvier de l'année grégorienne bissextile 2000 est à chercher dans l'année républicaine sextile CCVIII du 22 septembre 1999 au 21 septembre 2000.
- Les années républicaines sextiles IV et VIII commencent le 22 septembre d'une année grégorienne normale pour se terminer le 21 septembre de l'année grégorienne bissextile suivante.
- AN IV (du 1er janvier au 31 décembre 1796) ; Pluviôse → Janvier ; 1 - 19 = -18 (Nivôse → Décembre) (NOTA) ; 30 - 18 = 12.
Réponse : le 1er janvier 1796 correspond au 12 nivôse an IV. Par conséquent, le 1er janvier 2000 correspond au 12 nivôse an CCVIII.
- Quelle est la date républicaine correspondant au 29 février 2020 ?

- Le tableau de la Comparaison sur le 1er cycle de 400 ans du calendrier du projet Romme (Art. X) avec celui des équinoxes (Art. III) indique que le 29 février de l'année grégorienne bissextile 2020 est à chercher dans l'année républicaine sextile CCXXVIII du 22 septembre 2019 au 21 septembre 2020.
- Les années républicaines sextiles IV et VIII commencent le 22 septembre d'une année grégorienne normale pour se terminer le 21 septembre de l'année grégorienne bissextile suivante.
- AN IV (du 1er janvier au 31 décembre 1796) ; Ventôse → Février ; 29 - 18 = 11.
Réponse : le 29 février 1796 correspond au 11 ventôse an IV. Par conséquent, le 29 février 2020 correspond au 11 ventôse an CCXXVIII.
- Quelle est la date républicaine correspondant au 8 mars 2021 ? (Journée internationale des droits des femmes 2021)

- Le tableau de la Comparaison sur le 1er cycle de 400 ans du calendrier du projet Romme (Art. X) avec celui des équinoxes (Art. III) indique que le 18 mars de l'année grégorienne normale 2021 est à chercher dans l'année républicaine normale CCXXIX du 22 septembre 2020 au 21 septembre 2021.
- Les années républicaines normales III, V, VI et VII commencent le 22 septembre d'une année grégorienne pour se terminer le 21 septembre de l'année grégorienne normale suivante.
- AN III (du 1er janvier au 31 décembre 1795) ; Germinal → Mars ; 8 - 20 = -12 (Ventôse → Février) (NOTA) ; 30 - 12 = 18.
Réponse : le 8 mars 1795 correspond au 18 ventôse an III. Par conséquent, le 8 mars 2021 correspond au 18 ventôse an CCXXIX.

## Conversion avec un tableur
La conversion part du constat que le cycle du calendrier grégorien est de 400 ans, ce qui permet d’affirmer qu’une date donnée, quelle qu’elle soit, se reproduit le même jour de la semaine, même quantième et même mois 400 ans plus tard.
Il suffit donc de se placer à partir du 22 septembre 2192 dans les logiciels – LibreOffice (suite bureautique libre et gratuite) ou Microsoft Excel – pour pouvoir faire dialoguer les dates républicaines avec les grégoriennes. Une date est en fait un nombre entier et la cellule est formatée pour afficher la représentation de cette date.
LibreOffice Calc, comme Excel, prend en charge deux systèmes de date, le système de date 1900 et le système de dates 1904. Chaque système de dates utilise une date de début unique à partir de laquelle toutes les autres dates de classeur sont calculées.
Sous PC (Microsoft Windows), LibreOffice Calc et toutes les versions d’Excel calculent par défaut des dates en fonction du système de date 1900. Sous Macintosh, Excel 2008 et les versions antérieures d’Excel calculent des dates en fonction du système de date 1904.

#### Outils en ligne
- Conversion de dates en ligne : grégorien/républicain
- Conversion de calendrier : républicain/grégorien

#### Convertisseurs
- Convertisseur de calendriers de Fourmilab Le calendrier républicain retenu privilégie l'article III sur l'équinoxe automnal du décret du 4 frimaire an II (24 novembre 1793) de la Convention nationale sur l'ère, le commencement et l'organisation de l'année et sur les noms des jours et des mois du calendrier républicain.